# Oreonectes translucens
Oreonectes translucens is een straalvinnige vissensoort uit de familie van steenkruipers (Balitoridae). De wetenschappelijke naam van de soort is voor het eerst geldig gepubliceerd in 2006 door Zhang, Zhao & Zhang.